# Токтамис (Буландинський район)
Токтами́с (каз. Тоқтамыс) — село у складі Буландинського району Акмолинської області Казахстану. Адміністративний центр Єргольського сільського округу.
Населення — 593 особи (2021; 840 у 2009, 1056 у 1999, 1514 у 1989).
Національний склад станом на 1989 рік:
- росіяни — 68 %.

До 2007 року село називалося Єрголка.